# Seznam čestných občanů města Kladna

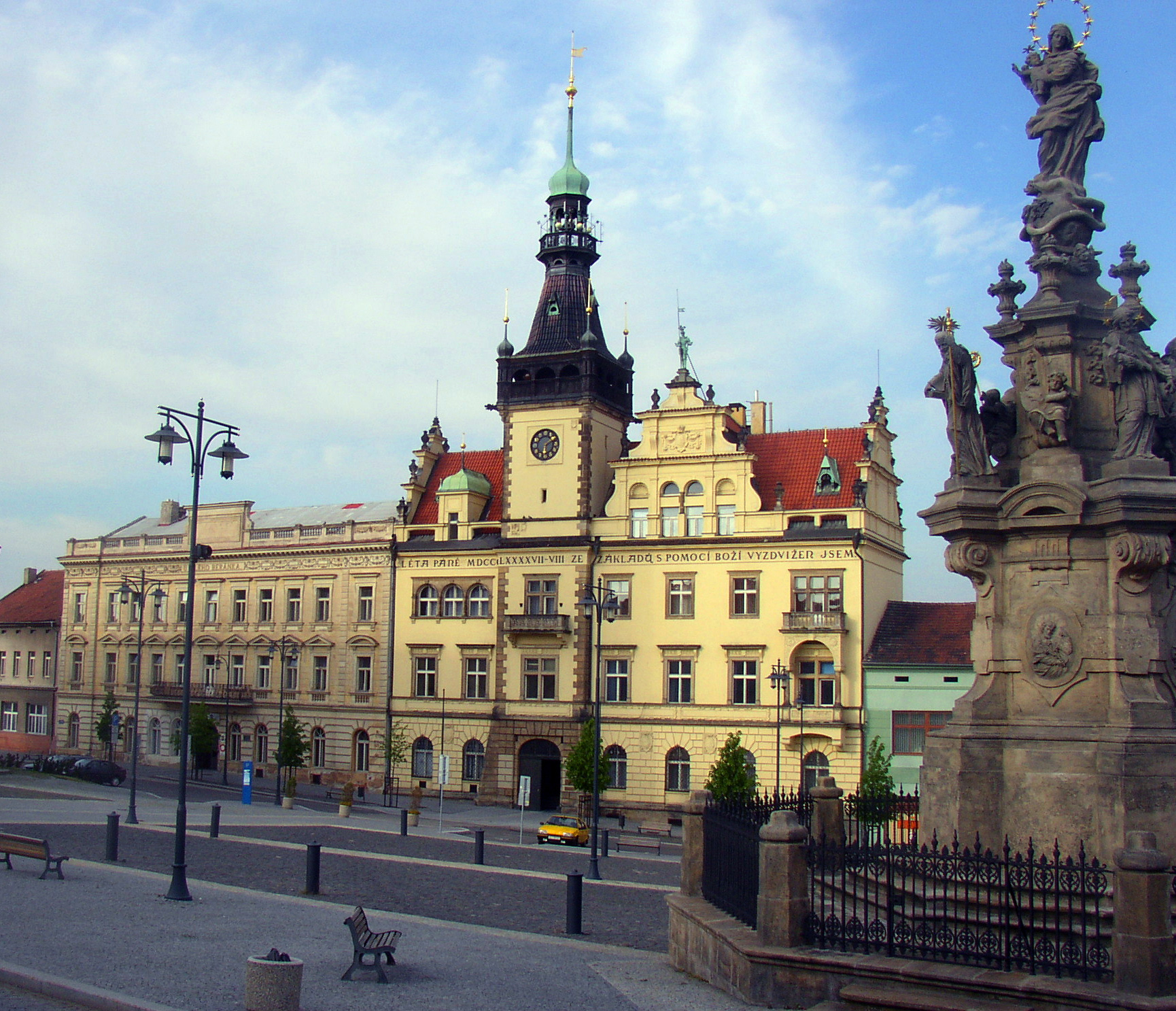
budova radnice v Kladně slouží jako sídlo představitelů města Kladna od roku 1898

Seznam čestných občanů města Kladna je chronologický seznam osobností, které obdržely titul Čestné občanství nebo jiná ocenění města Kladna.

## Čestní občané města
| Portrét                                                                | Jméno                                              | Jmenování                         | Popis |
| ---------------------------------------------------------------------- | -------------------------------------------------- | --------------------------------- | --- |
| Jan Nepomuk Rotter                                                     | Jan Nepomuk Rotter (1807–1886)                     | 14. března 1865                   | V letech 1844 až 1886 opat benediktinského opatství sv. Vojtěcha a sv. Markéty v Praze-Břevnově, děkanem pražské teologické fakulty, jmenován pro svůj celkově kladný přístup a pomoc městu Kladnu.                                                         |
| Erb Malovců z Malovic a Kosoře                                         | Ludvík Emanuel baron Malovec z Malovic (1822–1900) | 14. března 1865                   | V roce 1863 založil nadaci, ze které byl odměňován učitel kladenské nedělní opakovací školy, který měl nejlepší výsledky, od roku 1889 změněn na opatřování školních potřeb pro chudé děti z kladenských škol.                                              |
| Jindrich Jaroslav Clam-Martinic                                        | Jindřich Jaroslav Clam-Martinic (1826–1887)        | 11. ledna 1866                    | Poslanec Říšské rady a českého zemského sněmu. Byl zastáncem českého státního práva. Zasazoval se o zavedení českého jazyka na středních školách i v oblastech s převážně německým obyvatelstvem.                                                           |
| Richard Belcredi                                                       | Richard Belcredi (1823–1902)                       | 11. ledna 1866                    | Ministerský předseda Rakouské vlády. Byl zastáncem decentralizace rakouských zemí a rovnoprávnosti českého a rakouského národa. |
| Není dostupný portrét                                                  | Bedřich Kress (?–?)                                | 12. března 1870                   | Zastupitel města, pocta udělena za opakovanou nezištnou pomoc ve věcech technických. Často zdarma vypracovával pro město různé technické projekty. |
| Není dostupný portrét                                                  | Julius Jacobi (?–?)                                | 12. července 1879                 | Technický ředitel Vojtěšské huti. Odborník na strojní vybavení železáren. V roce 1867 na vlastní náklady ohradil evangelický hřbitov v rámci bývalého třetího kladenského hřbitova. Jmenován za 25letou činnost na Kladně a činnost veřejnou v rámci města. |
| Josef Mottl před r. 1884                                               | Josef Mottl (1827–1884)                            | 6. dubna 1882                     | kladenský římskokatolický farář a děkan, dlouholetý člen zastupitelstva města a podporovatel kladenského školství, oblastní historik |
| Josef Hrabě, rodinná hrobka v Kladně                                   | Josef Hrabě (1839–1899)                            | 11. července 1888                 | kladenský stavitel a starosta, rytíř řádu Františka Josefa, nositel zlatého záslužného kříže s korunou |
| H. Uden (Jaroslav Hruška)                                              | Jaroslav Hruška (1847–1930)                        | 30. prosince 1898                 | (H. Uhden), český lékař, politik, spisovatel a dlouholetý starosta města Kladna |
| Není dostupný portrét                                                  | Josef Lukáš (?–?)                                  | 31. října 1902                    | rodák z Hobšovic u Slaného, od 12 let žil v Kladně, od roku 1881 se aktivně účastnil obecního dění, v posledních letech jako náměstek starosty, v roce 1902 se odstěhoval do Týna nad Vltavou, čestné občanství uděleno za příkladný život v Kladně         |
| Jiří Lobkovic                                                          | Jiří Kristián Lobkowicz (1835–1908)                | 12. května 1905                   | český šlechtic, politik a nejvyšší zemský maršálek, titul udělen 11. května 1905 obcemi Hnidousy a Rozdělov, o den později i městem Kladnem |
| Tomáš Garrigue Masaryk                                                 | Tomáš Garrigue Masaryk (1850–1937)                 | 7. března 1935                    | filozof, státník a první prezident Československé republiky, titul udělen u příležitosti 85. narozenin, ulice T. G. Masaryka a pamětní deska |
| Edvard Beneš                                                           | Edvard Beneš (1884–1948)                           | 1946                              | československý politik, státník a prezident Československé republiky, titul udělen u příležitosti návštěvy města, náměstí Edvarda Beneše |
| Marie Majerová                                                         | Marie Majerová (1882–1967)                         | 10. ledna 1947                    | spisovatelka, prozaička, novinářka a umělecká překladatelka, titul udělen u příležitosti premiéry filmu Siréna, ulice M. Majerové a pamětní deska |
| Není dostupný portrét                                                  | Josef David (1884–1968)                            | 10. ledna 1947                    | předseda Národního shromáždění Československé republiky |
| Není dostupný portrét                                                  | Petr Zenkl (1884–1975)                             | 2. května 1947 27. listopadu 2000 | československý politik a představitel exilu po únoru 1948, 26. února 1948 bylo občanství odebráno a později vráceno |
| socha kardinála Berana před Arcibiskupským seminářem v Praze-Dejvicích | Josef Beran (1888–1969)                            | 10. září 1947                     | český římskokatolický teolog, pedagog, arcibiskup pražský, kardinál |
| Vladimír Clementis                                                     | Vladimír Clementis (1902–1952)                     | 28. února 1949                    | slovenský politik, publicista a právník, titul udělen 1947 obcí Hnidousy, později městem Kladnem |
| Není dostupný portrét                                                  | Clement Perrot (1891–1970)                         | 2. července 1964                  | starosta francouzského partnerského města Vitry-sur-Seine v letech 1957–1970 |
| Není dostupný portrét                                                  | Semjon Vladimirovič Vysockij                       | 5. května 1965                    | plukovník Rudé armády, osvoboditel Kladna |
| Není dostupný portrét                                                  | Karel Souček (1915–1982)                           | 25. září 1965                     | malíř, grafik, ilustrátor, vysokoškolský pedagog, kročehlavský rodák |
| Není dostupný portrét                                                  | Vadim Petrovič Kornejčuk                           | 1972                              | plukovník Rudé armády, osvoboditel Kladna |
| Cyril Bouda (druhý zleva)                                              | Cyril Bouda (1901–1984)                            | 24. listopadu 1976                | malíř, grafik, ilustrátor a vysokoškolský pedagog, kladenský rodák, titul udělen u příležitosti 75. narozenin, ulice Cyrila Boudy, pamětní deska |
| Není dostupný portrét                                                  | Ludvika Smrčková (1901–1984)                       | 28. června 1978                   | sklářská výtvarnice, malířka a středoškolská pedagožka, kročehlavská rodačka, titul udělen u příležitosti 80. narozenin |
| Není dostupný portrét                                                  | Ladislav Novák (1908–1994)                         | 17. března 1988                   | sochař a vysokoškolský pedagog, motyčínský rodák, titul udělen u příležitosti 80. narozenin |
| Jiří Dienstbier                                                        | Jiří Dienstbier (1937–2011)                        | 29. dubna 1990                    | novinář, československý politik, po listopadu 1989 ministr zahraničních věcí a místopředseda vlády, kladenský rodák |
| Petr Pithart                                                           | Petr Pithart (* 1941)                              | 18. dubna 1991                    | právník, vysokoškolský pedagog, publicista, politolog, český a československý politik po listopadu 1989 a předseda české vlády, předseda a místopředseda Senátu Parlamentu ČR, kladenský rodák                                                              |
| Není dostupný portrét                                                  | Stanislav Bacílek (1929–1997)                      | 23. června 1998                   | hokejový obránce, první významný reprezentant z Kladna |
| Jaromír Jágr                                                           | Jaromír Jágr (* 1972)                              | 21. dubna 1998                    | hokejový útočník, olympijský vítěz, mistr světa, dvojnásobný vítěz Stanley Cupu, držitel mnoha individuálních ocenění v kanadsko-americké NHL, sportovec roku 2005 v České republice                                                                        |
| Milan Hnilička                                                         | Milan Hnilička (* 1973)                            | 21. dubna 1998                    | hokejový brankář, olympijský vítěz a trojnásobný mistr světa |
| Libor Procházka                                                        | Libor Procházka (* 1974)                           | 21. dubna 1998                    | hokejový obránce, olympijský vítěz |
| Není dostupný portrét                                                  | Martin Procházka (* 1972)                          | 21. dubna 1998                    | hokejový útočník, olympijský vítěz a čtyřnásobný mistr světa |
| Pavel Patera                                                           | Pavel Patera (* 1971)                              | 21. dubna 1998                    | hokejový útočník, olympijský vítěz a čtyřnásobný mistr světa |
| Není dostupný portrét                                                  | Stanislav Habr (* 1927)                            | 20. září 2001                     | bývalý politický vězeň komunistického režimu |
| Není dostupný portrét                                                  | Jaroslav Holeček (* 1922)                          | 20. září 2001                     | bývalý politický vězeň komunistického režimu, ulice Jaroslava Holečka |
| František Stavinoha (pamětní deska v Podprůhonu)                       | František Stavinoha (1928–2006)                    | 16. prosince 2003                 | spisovatel a prozaik z Podprůhonu, pamětní deska |
| Josef Fousek                                                           | Josef Fousek (* 1939)                              | 13. prosince 2005                 | český spisovatel, básník, textař, humorista, písničkář, cestovatel a fotograf |
| Jan Vella                                                              | Jan Vella (1906–1945)                              | 12. září 2006                     | voják, válečný pilot, kladenský rodák, ulice Jana Velly |
| Není dostupný portrét                                                  | Josef Lesák (1920–2009)                            | 23. září 2008                     | politik, studentský vůdce, politický vězeň komunistického režimu a horník |
| Není dostupný portrét                                                  | Libor Kříž (1926–1987)                             | 23. září 2008                     | jazzový hudebník, zpěvák, skladatel, aranžér a dirigent |
| Jaroslav Selner                                                        | Jaroslav Selner (1906–1973)                        | 22. září 2009                     | plukovník generálního štábu, později generálmajor, bojovník od Tobruku, válečný zpravodajec, velitel 3. samostatné brigády v SSSR, ulice Generála Selnera, pamětní deska na budově gymnázia                                                                 |
| Antonín Raymond                                                        | Antonín Raymond (1888–1976)                        | 21. září 2010                     | architekt, kladenský rodák, honorární konzul Československé republiky v Japonsku, pamětní deska, Cena architekta Antonína Raymonda |
| František Kloz                                                         | František Kloz (1905–1945)                         | 20. září 2011                     | fotbalista, člen Klubu ligových kanonýrů, je po něm pojmenován stadion SK Kladno |
| Václav Havlíček                                                        | Václav Havlíček (* 1943)                           | 17. září 2013                     | vědec, profesor, pedagog, rektor Českého vysokého učení technického v Praze |
| František Koucký                                                       | František Koucký (1894–1918)                       | 19. září 2018                     | hnidouský rodák, námořník, revolucionář, hrdina 1. světové války, popraven v chorvatské Pule za plánovanou dezerci, pamětní deska |

### Bývalí čestní občané
V roce 2000 se do diskuzí ohledně ponechání či odebrání čestného občanství některým politikům bývalého komunistického režimu na návrh Vojtěcha Munzara zapojil např. kladenský zastupitel Jiří Kopsa. Prohlásil: „Klement Gottwald či Václav Nosek udělali pro občany Kladna nepoměrně více než někteří sportovci, kteří jsou rovněž čestnými občany města.“
- Zdeněk Fierlinger, sociálnědemokratický politik a pozdější předseda Národního shromáždění, 27. listopadu 2000
- Klement Gottwald, "první dělnický" prezident, 27. listopadu 2000
- Dolores Ibárruri, španělská revolucionářka, 27. listopadu 2000
- Václav Nosek, ministr vnitra z 50. let , 27. listopadu 2000
- Rudolf Slánský, generální tajemník KSČ, 27. listopadu 2000
- Marie Švermová, manželka vůdce komunistického odboje, 27. listopadu 2000
- Petr Zenkl, československý politik, odebráno 26. února 1948, vráceno 27. listopadu 2000

## Ceny města Kladna
- Jitka Válová (1922–2011), 14. září 2004, malířka a grafička, sestra Květy, pamětní deska
- Květa Válová (1922–1998), 14. září 2004 in memoriam, malířka a grafička, pamětní deska
- Ján Čambál (* 1927), 12. září 2006, sbormistr, pedagog, dirigent, skladatel a salezián
- Zdeněk Miler (1921–2011), 12. září 2006, výtvarník, animátor, scenárista a režisér, kladenský rodák, pamětní deska
- MUDr. Vladimír Lemon (1923–2012), 18. září 2007, lékař (chirurg a anesteziolog), pedagog, publicista a hudebník
- Jiří Panocha (* 1950), 18. září 2007, houslista a primárius
- Frederick Jelínek (* 1932), 23. září 2008, průkopník využití statistických metod na lidskou řeč v počítačovém zpracování jazyka
- Zora Dvořáková (* 1934), 22. září 2009, historička, autorka literatury faktu a sochařka
- Vít Fiala (* 1943), 22. září 2009, jazzový hudebník – kontrabasista, baskytarista a skladatel
- Jaroslav Hošek (* 1945), 2. září 2010, motokrosový a autokrosový závodník
- Stanislav Lachman (1921–2011), 21. září 2010, průmyslový výtvarník, designér, konstruktér
- Jan Olejník (* 1930), 21. září 2010, učitel hry na flétnu a klavír, hudební pedagog
- Ilona Svobodová (* 1960), 21. září 2010, divadelní, filmová a televizní herečka, dabérka
- MUDr. Jaromír Jiroutek (1901–1971), 20. září 2011 in memoriam, lékař, pediatr, zakladatel a primář dětského oddělení kladenské nemocnice
- Hana Bokrová (* 1927), 18. září 2012, baletka, taneční pedagožka, zakladatelka taneční školy v Kladně
- Wabi Ryvola (1935–1995), 18. září 2012 in memoriam, tramp, trampský písničkář, zpěvák a kytarista, sbormistr, novinář, hudební skladatel, jedna z významných postav moderní české trampské písně
- Miki Ryvola (* 1942), 18. září 2012, tramp, propagátor trampského životního stylu a kultury, trampský písničkář, zpěvák a kytarista, novinář, výtvarník
- Otakar Černý (* 1943), 17. září 2013, pedagog, televizní redaktor a moderátor, odborný publicista
- Územní organizace Svazu diabetiků Kladno, 17. září 2013, občanské sdružení zabývající se podporou a pomocí lidem s chronickým onemocněním diabetes
- Oblastní spolek Českého červeného kříže, 17. září 2013, občanské sdružení zabývající se poskytováním sociálních služeb v Kladně, se zaměřením na oblast krizovou, zdravotní a sociální
- Jiří Hanke (* 1944), 9. září 2014, kladenský rodák, významný dokumentární, portrétní a konceptuální fotograf
- Václav Týfa (* 1943), 9. září 2014, kladenský rodák, hudebník, uznávaný trumpetista
- Shigefumi R. Tsuchiya (* 1947), 13. září 2017, japonský architekt, žák, ochránce dědictví a propagátor architekta Antonína Raymonda, ředitel ateliéru Raymond Architectural Design Office v Tokiu
- Přemysl Povondra (* 1943), 20. června 2018, malíř, grafik, ilustrátor a pedagog

## Čestné uznání města Kladna
- Dorothy Webb (* 1926), 27. listopadu 2006, občanka města Bellevue, členka Bellevue Sister Cities association
- Maurice Cotier (* 1932), 27. listopadu 2006, občan města Vitry sur Seine, politik, dlouholetý zástupce starosty města Vitry sur Seine

## Cena primátora města Kladna
- Lubomír Gregor (* 1949), 27. října 2012, dobrovolný bezplatný dárce krve
- Radek Procházka (* 1985), 27. října 2012, paralympionik
- Přemysl Povondra (* 1943), 18. října 2013, malíř, grafik, ilustrátor a pedagog
- 1. místní organizace Svazu důchodců Kladno, 27. října 2014, občanské sdružení vytvářející podmínky pro smysluplný život důchodců na území města Kladna
- Územní organizace Českého zahrádkářského svazu Kladno, 27. října 2014, občanské sdružení hájící zájmy svých členů, vytvářející podmínky pro zahrádkaření a smysluplné využití volného času
- Divadlo V.A.D. Kladno, 27. října 2014, občanské sdružení, kladenský amatérský divadelní soubor